# Jermaine Hue
Jermaine « Jerry » Hue, né le 15 juin 1978, est un footballeur international jamaïcain.

## Carrière
Hue arrive au Harbour View en 1996 et fait ses débuts en équipe première en 1998. Il est nommé meilleur joueur du championnat lors de la saison 1999-2000 et fait ses débuts en équipe nationale jamaïcaine la même année. Il remporte aussi son premier championnat.
En 2004, Jermaine fait l'expérience du championnat trinidadien, jouant pour le Williams Connection durant une saison. Il part ensuite pour la Major League Soccer, intégrant les Wizards de Kansas City. Hue participe aussi à la Gold Cup 2005 avec la Jamaïque, inscrivant deux buts lors de cette compétition. Il est également sélectionné pour la Coupe caribéenne des nations 2005 que la Jamaïque remporte. Il inscrit pas moins de six buts lors de cette compétition.
Jermaine Hue retourne au Harbour View en 2007.

## Palmarès
- Champion de Jamaïque en 2000, 2007 et 2010 avec le Harbour View
- Vainqueur de la Coupe de Jamaïque en 2001 et 2002 avec le Harbour View
- Vainqueur de la CFU Club Championship en 2004 et 2007 avec le Harbour View
- Vainqueur de la Coupe caribéenne des nations 2005 avec la Jamaïque